# محسن محسن الجبري
محسن محسن الجبري هو شاعر وإعلامي يمني. ولد عام 1945 في مدينة ثلاء في محافظة عمران. تلقى تعليمه الأولي في مدينته، ثم أكمل تعليمه في صنعاء. عمل في الإذاعة، وقدم عدة برامج شعبية. وفي 1963 صدر قرار جمهوري بتعيينه مديراً عاماً لمصلحة الإذاعة. وفي 1967 انتقل إلى عدن، وقدم فيها برامج إذاعية بعد استقلالها، وفي 1973 عاد إلى صنعاء. صدرت له عدة كتب ومنشورات، وله مجموعة من القصائد والأناشيد الوطنية.